# Oliver Angehrn
Oliver Angehrn (ur. 21 grudnia 1985 r. w Zurychu) – szwajcarski wioślarz.

## Osiągnięcia
- Mistrzostwa Świata Juniorów – Troki 2002 – dwójka podwójna – 19. miejsce[1].
- Mistrzostwa Świata Juniorów – Ateny 2003 – jedynka – 12. miejsce[1].
- Mistrzostwa Świata U-23 – Amsterdam 2005 – czwórka podwójna wagi lekkiej – 6. miejsce[1].
- Mistrzostwa Świata – Poznań 2009 – dwójka bez sternika wagi lekkiej – 9. miejsce[1].